# Haven van Toamasina
De haven van Toamasina (Frans: Société de Gestion du Port Autonome de Toamasina) is een haven van Madagaskar gelegen in de stad Toamasina. De haven ligt aan de Indische Oceaan en is de belangrijkste haven van het land.
De haven, ook wel bekend onder de afkorting 'SPAT', bestaat al sinds de jaren 20 van de twintigste eeuw. 35% van de werkgelegenheden in de stad Toamasina komt vanuit deze haven.  De haven wordt bestuurd door Madagascar International Container Terminal Services (MICTS), een onderdeel bedrijf International Container Terminal Services Inc. uit de Filipijnen.
Maandelijks is er passagiersvervoer vanuit Toamasina naar Réunion en Mauritius. Deze diensten worden uitgevoerd door het schip Mauritius MS Trochetia, onder beheer van Mauritius Shipping Corporation Ltd.
In 1862 kwamen hier de eerste Chinezen aan land en in 1894 het expeditieleger van de Tweede Expeditie naar Madagaskar. De haven is verbonden met de RN2 en met de nationale spoorwegen.